# Natalio Galán
Natalio Galán (* 7. August 1917 in Camagüey; † 30. Dezember 1985 in New Orleans, Vereinigte Staaten) war ein kubanischer Komponist, Musikwissenschaftler und -pädagoge.

## Leben
Galán erhielt seine erste musikalische Ausbildung auf Kuba. Er hatte dort Klavierunterricht bei Luis Aguirre und studierte am Konservatorium Harmonielehre und Kontrapunkt bei José Ardévol und Virginia Fleites. Während seines Studiums 1947 in New York lernte er die Theorien Arnold Schönbergs kennen. Er studierte an der Juilliard School bei Henry Brant und besuchte 1953 einen Kurs für Orchestration bei Henry Cowell. Als Übersetzer bei den Vereinten Nationen hatte er die Gelegenheit zu ausgedehnten Europareisen. 
Während der Kubanischen Revolution kehrte er in sein Heimatland zurück, wo er als Komponist und Musikpädagoge wirkte und als Musikkritiker für das Diario Revolución arbeitete. 1964 verließ er Kuba und lebte zunächst in Paris. Von 1968 bis 1973 arbeitete er als Lehrer, Komponist und Autor in San Juan auf Puerto Rico. Danach lebte er in New Orleans. Neben zahlreichen Artikeln veröffentlichte er zwei Bücher über die kubanische Musik: Una historia inusitada (1974) und Cuba y sus sones (1983).